# Loránd Eötvös
El baró Loránd Eötvös de Vásárosnamény (Buda, 27 de juliol de 1848 – Budapest, 8 d'abril de 1919), va ser un físic hongarès. Se'l recorda especialment pels seus treballs sobre la gravetat i de la tensió superficial.
Loránd Eötvös primer estudià Dret però aviat es canvià a la física que estudià a les universitats de Heidelberg i Königsberg. Després de doctorar-se va ser professor universitari a Budapest. Els seus estudis sobre la capil·laritat li donaren prestigi internacional seguits pels seus mètodes experimentals refinats en el camp de la gravetat. Va estudiar l'equivalència de la massa gravitacional i inercial, en l'anomenat principi de l'equivalència feble que té un paper important en la teoria de la relativitat i en l'estudi del gradient gravitatori.
En el sistema d'unitats CGS per al gradient gravitatori existeix l'eotvos en el seu honor.
La Universitat Eötvös Loránd de Budapest, una de les més prestigioses d'Hongria, porta el seu nom.